# Patrizia de Bernardo Stempel

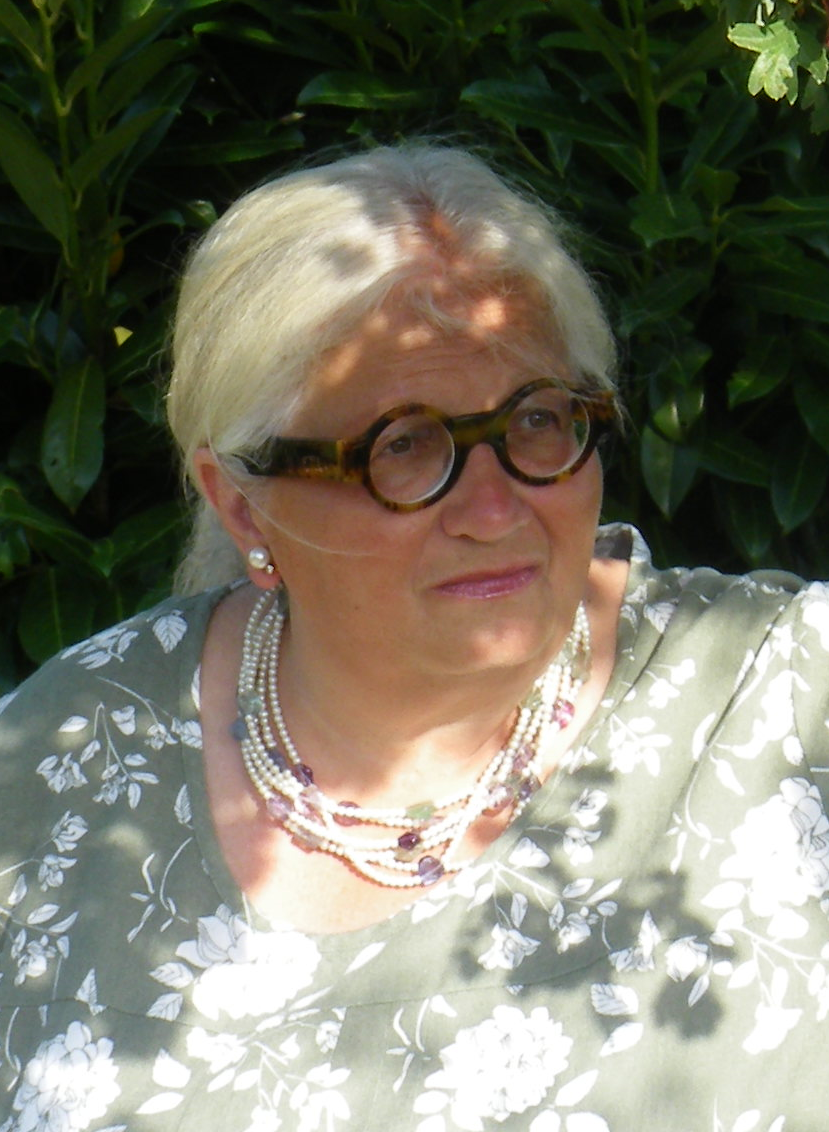
Patrizia de Bernardo Stempel, 2021

Patrizia de Bernardo Stempel (* 5. April 1953 in Mailand) ist eine italienische Keltologin und Indogermanistin.
Von 1971 bis 1977 studierte sie Altertumswissenschaften an der Universität Mailand, dort erlangte sie mit einer sprachwissenschaftlichen Arbeit „Sull’espressione del futuro nelle lingue indoeuropee“ die Laurea. Sie studierte weiter am sprachwissenschaftlichen Institut der Universität Bonn, wo sie bis 1981 als wissenschaftliche Hilfskraft angestellt war. Durch ein Stipendium war es ihr in dieser Zeit möglich, 1978 die Summer School des Dublin Institute for Advanced Studies für Celtic Studies zu besuchen. Von 1980 bis 1982 war sie Lehrbeauftragte für Italienisch am Romanischen Seminar der Heinrich-Heine-Universität Düsseldorf und für das gleiche Fach 1981 bis 1986 an der Universität Duisburg. In Bonn trat sie 1985 eine Stelle als Lektorin am Romanischen Seminar bis 1989 an. In Bonn erfolgte 1986 die Promotion für Keltische Philologie bei Karl Horst Schmidt mit der Arbeit über „Die Entwicklung der indogermanischen liquiden und nasalen Sonanten im Keltischen“. Von 1989 bis 1991 war sie in Bonn Lehrbeauftragte für Italienisch und im selben Jahr dann als wissenschaftliche Mitarbeiterin am Romanischen Seminar der Ruhr-Universität Bochum bis 1991. Von 1991/1992 bis 1994 war sie Lehrbeauftragte für Latein und Griechisch in Düsseldorf. 1992 erhielt sie ein Habilitationsstipendium der Deutschen Forschungsgemeinschaft. In den Jahren 1994 bis 1997 war sie Gastprofessorin an der Universidad del País Vasco und von 1995 bis 1999 in Mailand. Von 1995 bis 2007 war sie als wissenschaftliche Mitarbeiterin am Romanischen Seminar der Johannes Gutenberg-Universität Mainz tätig. Die Habilitation in vergleichender indogermanistischer Sprachwissenschaft erfolgte 1998 an der Universität Bonn mit der Venia für Vergleichende indogermanische Sprachwissenschaft mit der Arbeit „Sprachhistorische Grundlagen der nominalen Wortbildung im älteren Irischen: Stammbildung und Derivation“, es folgte ihre Ernennung zur Privatdozentin ebendort.
Von 2000 bis 2010 lehrte sie als Profesora asociada doctora für Vergleichende Sprachwissenschaft (Indogermanistik) an der Universität des Baskenlandes, 2010/2011 als Profesora agregada, seit 2011 ist sie dort Doctor investigador permanente.
Seit 2011 ist sie korrespondierendes Mitglied der Österreichischen Akademie der Wissenschaften.
Verheiratet ist sie mit dem Sprachwissenschaftler Reinhard Stempel (* 1958).

## Veröffentlichungen (Auswahl)
Monografien
- Die Vertretung der indogermanischen liquiden und nasalen Sonanten im Keltischen (= Innsbrucker Beiträge zur Sprachwissenschaft. Band 54). Institut für Sprachwissenschaft, Innsbruck 1987, ISBN 3-85124-593-8 (zugleich Dissertation, Universität Bonn 1985).
- Nominale Wortbildung des älteren Irischen. Stammbildung und Derivation (= Buchreihe der Zeitschrift für celtische Philologie. Band 15). Niemeyer, Tübingen 1999, ISBN 3-484-42915-1 (zugleich Habilitationsschrift, Universität Bonn 1998: Sprachhistorische Grundlagen der nominalen Wortbildung im älteren Irischen).
- mit Manfred Hainzmann: Fontes epigraphici religionum Celticarum antiquarum. Band 1: Provincia Noricum. Teilband 1: Die Gottheiten in ihren sprachlichen und kultischen Erscheinungsformen (= Mitteilungen der Prähistorischen Kommission der Österreichischen Akademie der Wissenschaften. Band 89). Verlag der Österreichischen Akademie der Wissenschaften, Wien 2020, ISBN 978-3-7001-8065-4, doi:10.1553/0x003b4a4a.
- Muttergöttinnen und ihre Votivformulare. Eine sprachhistorische Studie (= Indogermanische Bibliothek. 3. Reihe: Untersuchungen). Universitätsverlag Winter, Heidelberg 2021, ISBN 978-3-8253-7232-3.
- Fontes epigraphici religionum Celticarum antiquarum. Band II: Provincia Germania inferior. Teilband 2: Die sprachliche Analyse der niedergermanischen Votivformulare und Dedikantennamen (= Forschungen zur antiken Religion. Band 1; = Österreichische Akademie der Wissenschaften, Philosophisch-Historische Klasse: Denkschriften. Band 539). Verlag der Österreichischen Akademie der Wissenschaften, Wien 2022, ISBN 978-3-7001-8806-3, doi:10.1553/978OEAW88063.
- The accents of Celtic. New Light on the Older and Oldest Stages (= Indogermanische Bibliothek. 3. Reihe: Untersuchungen). Universitätsverlag Winter, Heidelberg 2023, ISBN 978-3-8253-9503-2.

Beiträge in Sammelwerken
- Gaulish Accentuation: Results and Outlook. In: Joseph F. Eska, R. Geraint Gruffydd, Nicolas Jacobs (Hrsg.): Hispano – Gallo – Brittonica. Essays in Honour of Professor D. Ellis Evans on the Occasion of his sixty-fifth Birthday. University of Wales Press, Cardiff 1995, ISBN 0-7083-1282-9, S. 16–32.
- Ptolemy’s Celtic Italy and Ireland: a Linguistic Analysis. In: David N. Parsons, Patrick Sims-Williams (Hrsg.): Ptolemy. Towards a Linguistic Atlas of the Earliest Celtic Place-names of Europe. Papers from a Workshop, sponsored by the British Academy, in the Department of Welsh, University of Wales, Aberystwyth, 11–12 April 1999. CMCS, Aberystwyth 2000, ISBN 0-9527478-3-9, S. 83–112.
- Language and the historiography of Celtic-speaking peoples. In: Sabine Rieckhoff (Hrsg.): Celtes et Gaulois dans l’histoire, l’historiographie et l’idéologie moderne. Actes de la table ronde de Leipzig, 16–17 juin 2005 (= Celtes et Gaulois. L’archéologie face à l’histoire. 1 = Centre archéologique européen du Mont Beuvray. Bibracte. 12, 1). Bibracte, Glux-en-Glenne 2006, ISBN 2-909668-46-0, S. 33–56.
- La ley del 1er Bronce de Botorrita: uso agropecuario de un encinar sagrado. In: Francisco Burillo Mozota (Hrsg.): Ritos y mitos. VI Simposio sobre Celtíberos (= Estudios Celtibéricos. 6). Centro de Estudios Celtibéricos de Segeda, Mara (Zaragoza) 2010, ISBN 978-84-613-7726-8, S. 123–145.
- Die Geminaten des Festlandkeltischen. In: Karin Stüber, Thomas Zehnder, Dieter Bachmann (Hrsg.): Akten des 5. Deutschsprachigen Keltologensymposiums. Zürich, 7.–10. September 2009 (= Keltische Forschungen. Buchreihe A. 1). Praesens, Wien 2010, ISBN 978-3-7069-0624-1, S. 65–88.
- Il testo pregallico della stele di Vercelli nel contesto delle lingue celtiche. Con un’appendice sull’indicativo passato nel verbo celtico continentale. In: Gisella Cantino Wataghin (Hrsg.): Finem dare. Il confine tra sacro, profano e immaginario. A margine della stele bilingue del Museo Leone di Vercelli. Atti del convegno internazionale Vercelli, cripta di S. Andrea, 22–24 maggio 2008 Vercelli. Mercurio, Vercelli 2011, ISBN 978-88-95522-49-4, S. 67–80.
- The Phonetic Interface of Word Formation in Continental Celtic. In: Juan Luis García Alonso (Hrsg.): Continental Celtic Word Formation. The Onomastic Data. (Symposium held in Salamanca in September 2011) (= Colección Aquilafuente. 197). Ediciones Universidad de Salamanca, Salamanca 2013, ISBN 978-84-90123-78-2, S. 65–83.
- Livelli di celticità linguistica nell’Italia settentrionale. In: Philippe Barral, Jean-Paul Guillaumet, Marie-Jeanne Roulière-Lambert, Massimo Saracino, Daniele Vitali (Hrsg.): Les Celtes et le Nord de l’Italie. Premier et Second Âges du fer. Actes du XXXVIe colloque international de l’AFEAF, Vérone, 17–20 mai 2012. = I Celti e l’Italia del Nord. Prima e Seconda Età del ferro (= Revue Archéologique de l’Est. Supplément. 36). RAE, Dijon 2014, ISBN 978-2-915-54427-5, S. 89–102.

Artikel
- Britannischer Komparativ und Konsonantenverdoppelung. In: Indogermanische Forschungen. Band 94, 1989, S. 207–233, doi:10.1515/if-1989-0115.
- Spuren gemeinkeltischer Kultur im Wortschatz: 1. „Tochter“; 2. bri(u)gu; 3. Banba; 4. Vercelli; 5. Banassac; 6. Plumergat. In: Zeitschrift für celtische Philologie. Band 49/50, 1997, S. 92–106, doi:10.1515/zcph.1997.49-50.1.92.
- Indogermanisch und keltisch „geben“, kontinentalkelt. Gabiae, gabi/gabas, keltib. Gabizeti, altir. Ro-(n)-gab und Zugehöriges. In: Historische Sprachforschung. Band 118, 2005, S. 185–200, JSTOR:40849248.
- Las lenguas célticas en la investigación: cuatro observaciones metodológicas. In: Cuadernos de Filología clásica. Estudios griegos e indoeuropeos Band 16, 2006, S. 5–21, (online).
- Cib. to Luguei ‘hacia Lugus’ frente a Luguei ‘para Lugus’: sintaxis y divinidades en Peñalba de Villastar. In: Emerita. Band 76, Nr. 2, 2008, S. 181–196, doi:10.3989/emerita.2008.v76.i2.294.

Beiträge in Lexika
- Sprachwissenschaftliche Beiträge in: Susanne Sievers, Otto H. Urban, Peter C. Ramsl (Hrsg.): Lexikon zur keltischen Archäologie (= Mitteilungen der Prähistorischen Kommission der Österreichischen Akademie der Wissenschaften. 73). Verlag der Österreichischen Akademie der Wissenschaften, Wien 2012, ISBN 978-3-7001-6765-5.